# Leke James
Leke Samson James (Kaduna, 1 de noviembre de 1992) es un futbolista nigeriano que juega de delantero.

## Clubes
| Club                           | País           | Año       |
| ------------------------------ | -------------- | --------- |
| Bridge Boys F. C.              | Nigeria        | 2009-2011 |
| Aalesunds FK                   | Noruega        | 2012-2016 |
| Beijing Sport University F. C. | China          | 2016-2018 |
| Molde FK                       | Noruega        | 2018-2021 |
| Al-Qadisiyah F. C.             | Arabia Saudita | 2021      |
| Sivasspor                      | Turquía        | 2021-2023 |

## Palmarés

### Títulos nacionales
| Título          | Club      | País    | Año  |
| --------------- | --------- | ------- | ---- |
| Eliteserien     | Molde FK  | Noruega | 2019 |
| Copa de Turquía | Sivasspor | Turquía | 2022 |